# Ижболдино
Ижболдино (баш. Ишбулды) — село в Янаульском районе Республики Башкортостан Российской Федерации. Центр Ижболдинского сельсовета.

## География

### Географическое положение
Находится на левом берегу реки Атлегач на границе с Калтасинским районом. Расстояние до:
- районного центра (Янаул): 30 км,
- ближайшей ж/д станции (Янаул): 30 км.

## История
Хотя А. З. Асфандияров утверждает, что деревня была основана в конце XVIII века, есть основания полагать, что это произошло гораздо раньше, примерно в начале XVII века. По V ревизии в ней числилось 95 ревизских душ тептярей.
В 1816 году здесь жило 303 человека (160 мужчин, 143 женщины) в 51 дворе. В 1834 году — 205 мужчин и 205 женщин тептярей.
В 1859 году — 225 мужчин и 310 женщин припущенников в 118 дворах и 4 мужчины и 6 женщин вотчинников в 1 дворе.
В 1870 году — деревня Ишбулдина 3-го стана Бирского уезда Уфимской губернии, 118 дворов и 690 жителей (356 мужчин и 334 женщины), все тептяри. Имелись мечеть и училище.
В 1896 году в деревне Кызылъяровской волости VII стана Бирского уезда — 194 двора, 1050 жителей (536 мужчин, 514 женщин), мечеть, 2 торговые лавки, кузница.
По данным переписи 1897 года в деревне проживало 1129 жителей (593 мужчины и 536 женщин), из них 1127 были магометанами.
В 1906 году — 1174 жителя (592 мужчины и 582 женщины в 224 дворах), зафиксированы мечеть (построенная в 1872 году), водяная мельница, 3 бакалейные лавки.
По данным подворной переписи, проведённой в уезде в 1912 году, деревня входила в состав Ижбулдинского сельского общества Кызылъяровской волости. В деревне имелось 259 хозяйств припущенников (из них 2 без надельной земли), где проживало 1303 человека (669 мужчин, 634 женщины). Количество надельной земли составляло 2168 казённых десятин (из неё 434,94 десятины сдано в аренду), в том числе 1697 десятин пашни и залежи, 200 десятин леса, 126 десятин сенокоса, 101 десятина неудобной земли, 39 десятин усадебной земли и 5 — выгона. Также 542,37 десятины земли было куплено (из неё 56,5 десятин сдано в аренду), 434 — арендовано. Посевная площадь составляла 1803,13 десятин, из неё 37 % занимала рожь, 30 % — овёс, около 13 % — греча, 7 % — конопля, 5,3 % — просо, около 3,5 % — горох, остальные культуры занимали 4,3 % посевной площади. Из скота имелось 432 лошади, 506 голов КРС, 703 овцы и 189 коз. 1 хозяйство держало 5 ульев пчёл. 32 человека занимались промыслами.
Максимальной численности населения деревня достигла к 1917 году — 1318 человек в 256 дворах тептярей и 1 дворе русских.
В 1920 году по официальным данным в деревне той же волости 240 дворов и 1196 жителей (562 мужчины, 634 женщины), по данным подворного подсчета — 1243 татарина, 3 русских и 1 работник в 240 хозяйствах.
В 1926 году деревня относилась к Краснохолмской волости Бирского кантона Башкирской АССР.
В 1939 году население деревни составляло 1094 человека, в 1959 году — 716 жителей.
В 1952 году деревня являлась центром Ижболдинского сельсовета.
В 1969 году — уже село с населением 628 человек по данным текущего учёта.
В 1982 году население — около 440 человек.
В 1989 году — 337 человек (143 мужчины, 194 женщины).
В 2002 году — 322 человека (143 мужчины, 179 женщин), башкиры (50 %) и татары (39 %).
В 2010 году — 348 человек (170 мужчин, 178 женщин).
Имеются основная школа, сельский дом культуры, сельская библиотека, ФАП, мечеть.

## Население
| 2002 | 2009 | 2010 |
| ---- | ---- | ---- |
| 322  | ↗343 | ↗348 |

## Религия
В селе есть мечеть.